# Irena Lorentowicz

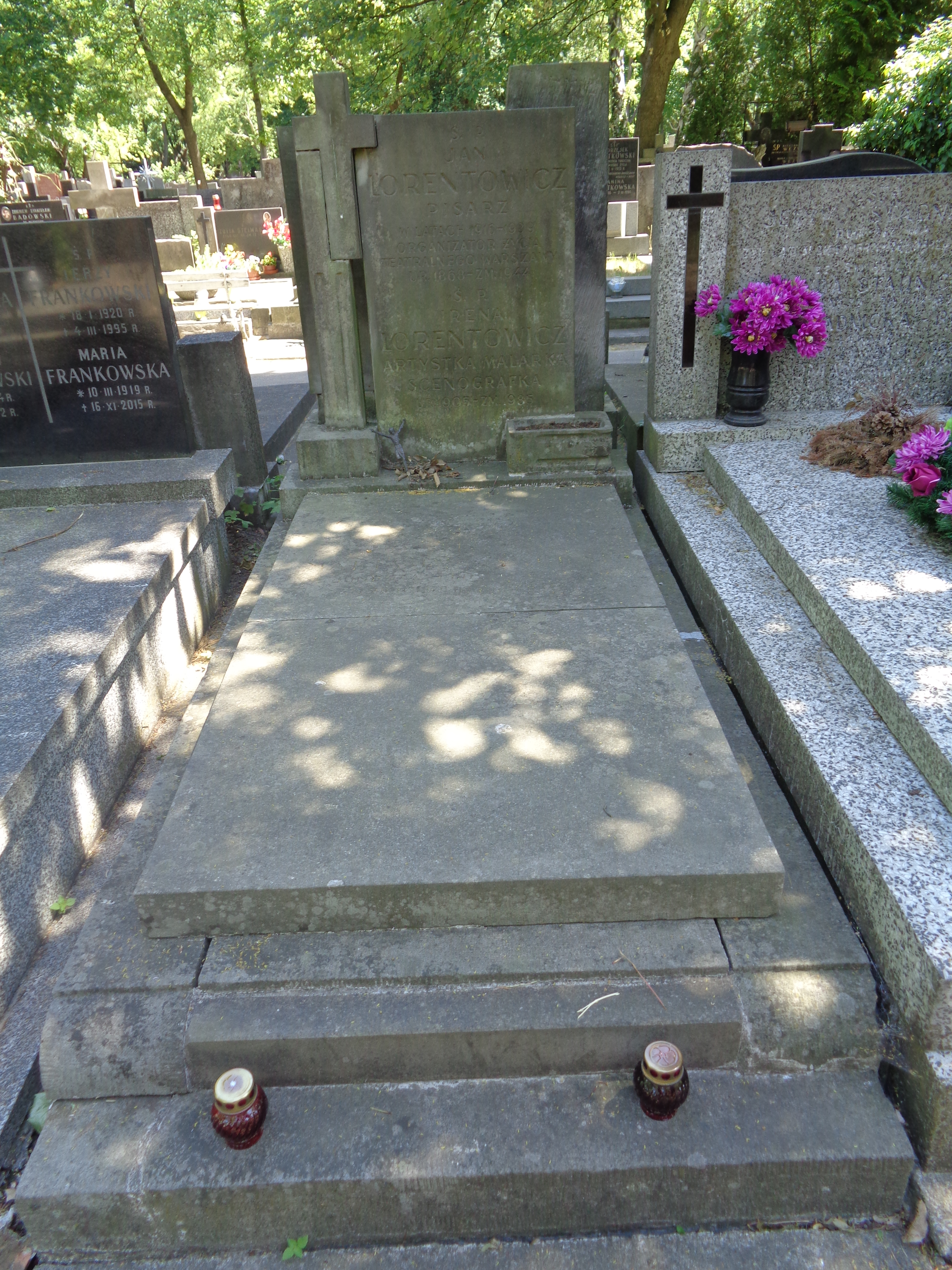
Grób Ireny Lorentowicz na cmentarzu Powązkowskim

Irena Lorentowicz (ur. 25 września 1908 w Warszawie, zm. 11 lutego 1985 w Warszawie) – polska malarka, scenografka, pedagożka. Córka krytyka literackiego i teatralnego Jana Lorentowicza (1868–1940).

## Życiorys
Absolwentka warszawskiej Szkoły Sztuk Pięknych (1925-1931) i scenografii na Wydziale Sztuki Reżyserskiej PIST w Warszawie (1935). Jako scenograf współpracowała z warszawskimi teatrami od lat 30. Zaproszona do współpracy przy realizacji Harnasiów Szymanowskiego w Operze Paryskiej w 1936 odniosła wielki sukces, zdobywając I nagrodę konkursu Grand l’Opera za scenografię do tego spektaklu i pięcioletnie stypendium rządu francuskiego. W ciągu następnych lat działała w Paryżu odnosząc dalsze sukcesy, podjęła także studia na wydziale humanistycznym Sorbony. W latach 1941–1959 działała w USA, m.in. współpracowała z Metropolitan Opera. Na kontynencie amerykańskim zdobyło uznanie także jej malarstwo sakralne, freski, witraże, rzeźby, a przede wszystkim ilustracje książkowe dla dzieci. Po powrocie do kraju w 1960 kontynuowała twórczość malarską, a także współpracowała jako scenograf z wieloma teatrami muzycznymi i dramatycznymi w kraju. Wykładała i kierowała warsztatami w Liceum Techniki Teatralnej w Warszawie. W 1972 ukazały się jej wspomnienia pt. „Oczarowania” z przedmową Marii Kuncewiczowej. Pochowana na Starych Powązkach w Warszawie (kwatera 119-2-21).